# 花枝羹
花枝羹（亦名為花枝焿或生炒花枝）是普及於台灣市集販售的海鮮食品，大眾化小吃，台北士林夜市尤為著名。

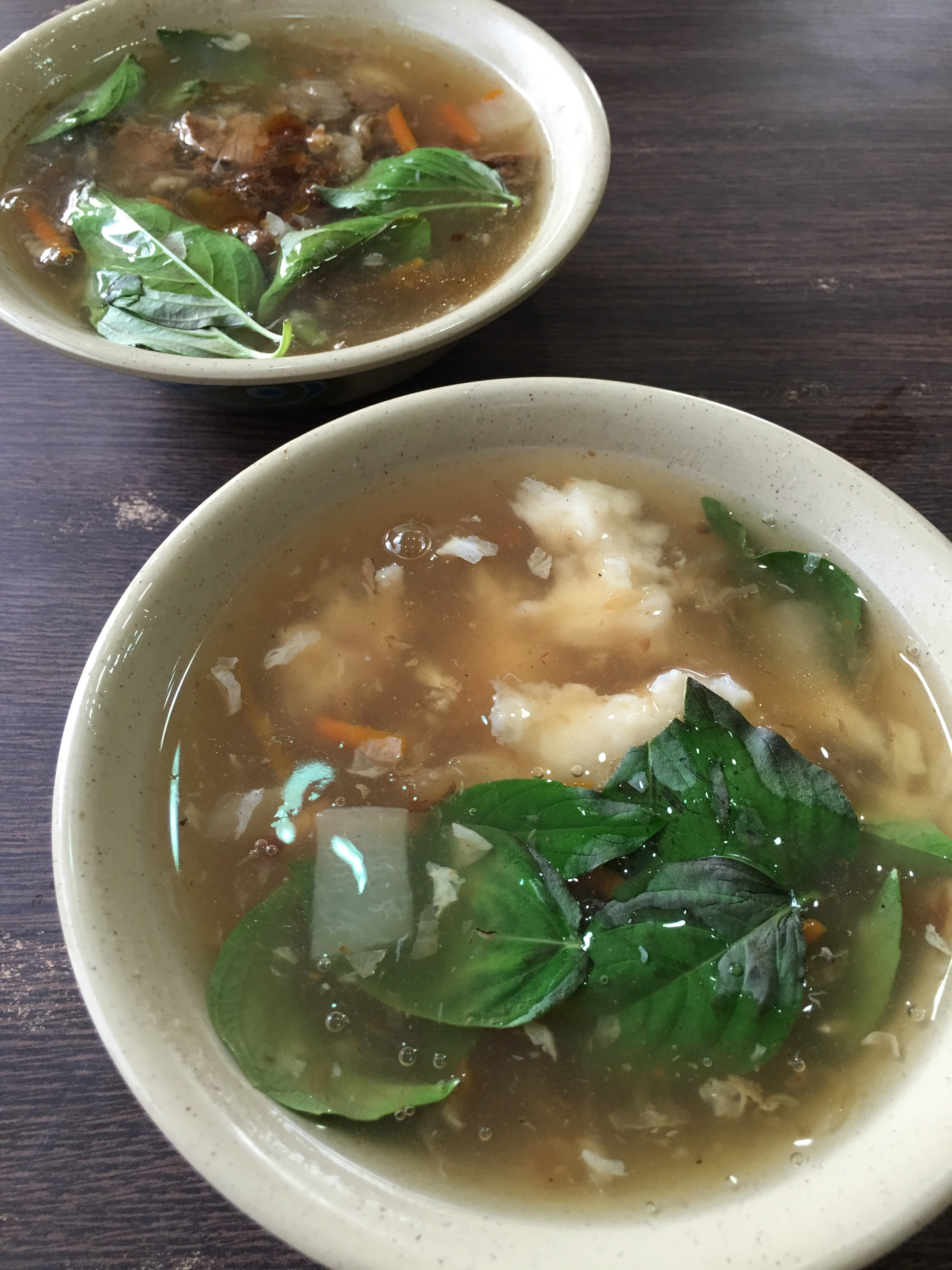
一碗添加九層塔的花枝羹(前)

## 製作
花枝或魷魚為主，常見的有花枝切塊，加勾芡形成稠湯，再加醃筍塊或筍絲、香菇絲、木耳、蝦米、豆芽、蛋花，加沙茶、九層塔、烏醋、醬油、芥末，即可。